# Nuova letteratura sarda

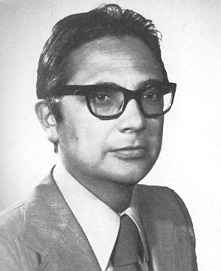
Salvatore Mannuzzu

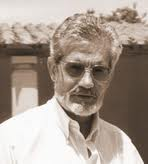
Giulio Angioni

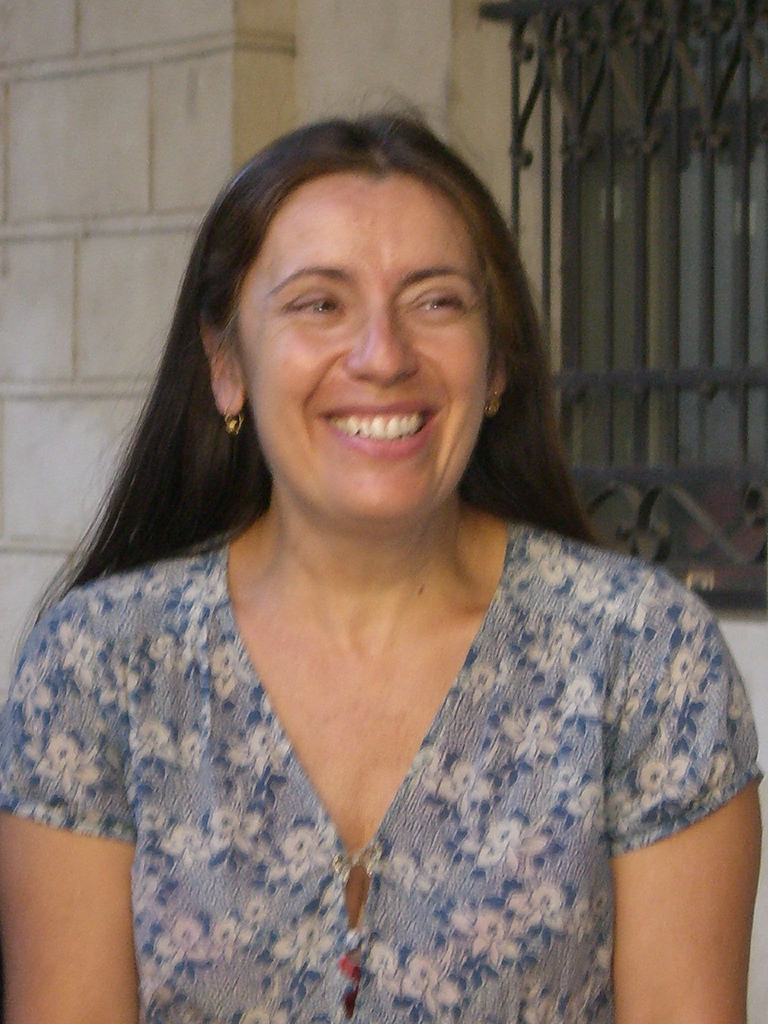
Milena Agus

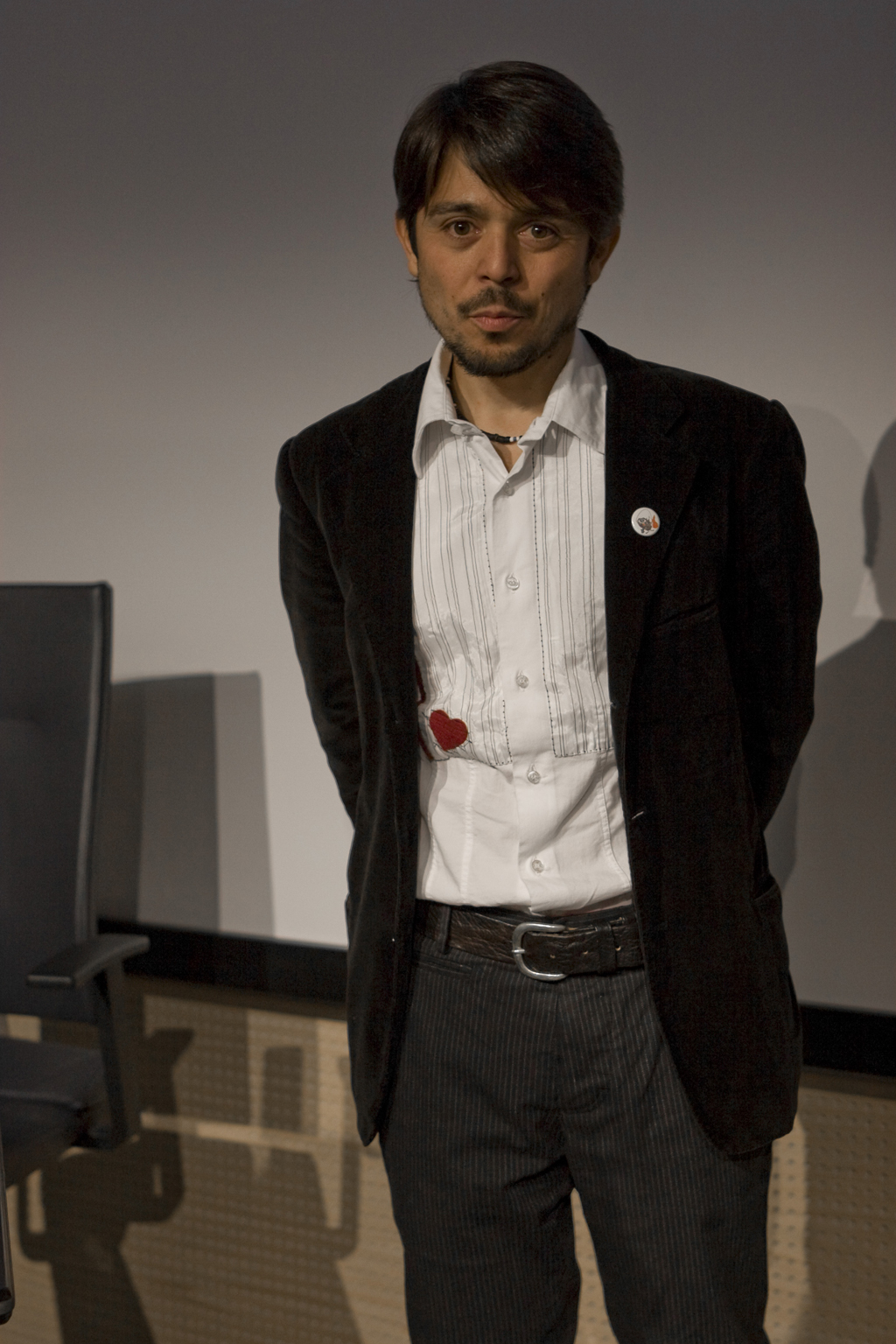
Flavio Soriga

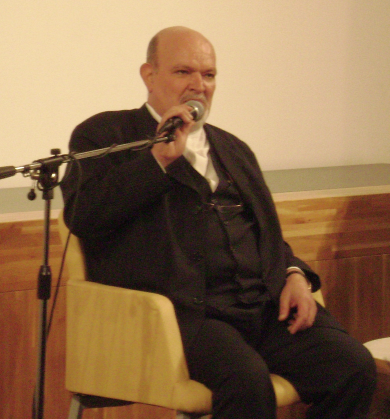
Salvatore Niffoi

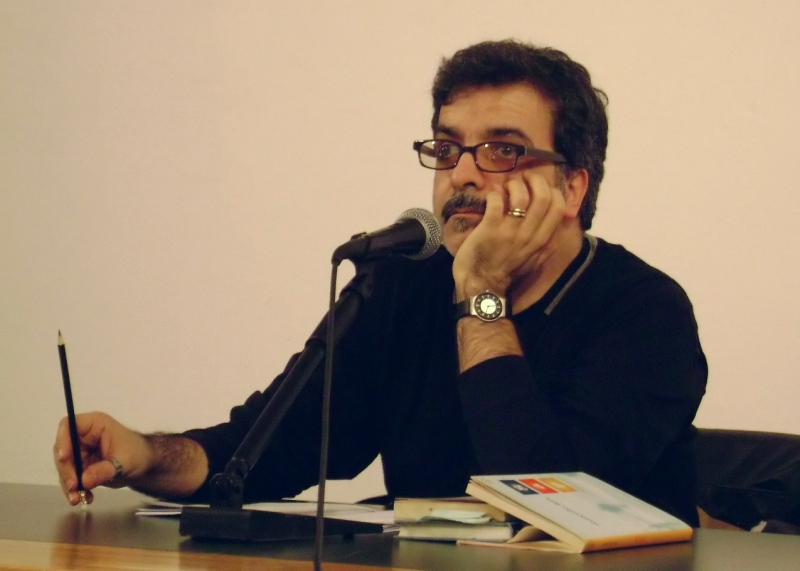
Marcello Fois

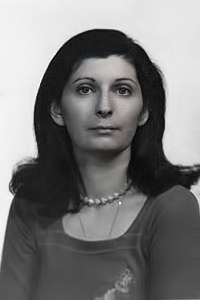
Bianca Pitzorno

Nuova letteratura sarda (NLS) è una definizione dell'insieme dell'attività letteraria nella Sardegna dei decenni a cavallo del 2000.

## Storia

### Sulla denominazione
Le espressioni Nuova letteratura sarda, Nouvelle vague letteraria sarda e altre, sono denominazioni usate per indicare le opere letterarie di autori sardi contemporanei, a partire da circa gli anni ottanta del Novecento. Solitamente si descrive non tanto come un movimento o aggregazione, ma come un fiorire di opere di autori di romanzi e altri testi (e spesso anche di cinema, teatro e altre produzioni artistiche), che condividono costanti di temi, generi e stili, oltre ad avere per lo più la Sardegna come localizzazione, o addirittura come protagonista delle narrazioni. Queste opere si dicono anche formare un tipo di fiction con caratteristiche derivanti per lo più, ma non solo, dal contesto e dalla storia sarda nell'attuale mondo globalizzato.
La nuova letteratura sarda dei circa tre decenni a cavallo del 2000 è considerata una delle più rimarchevoli letterature regionali coeve in italiano. Come scrive Walter Pedullà: "Di narratori, poeti e memorialisti sardi avevamo letto e apprezzato parecchi, ma ci era sfuggito che messi insieme i testi degli scrittori di Sardegna che scrivono in italiano formano un corpus letterario di prim'ordine". Questa nuova letteratura a volte è scritta anche in lingue minoritarie interne all'isola (cioè in sardo e negli altri idiomi della Sardegna, quali il corso-gallurese, il catalano-algherese e il genovese-carlofortino-tabarchino).
Le denominazioni di 'primavera', o di 'nouvelle vague', o semplicemente 'nuova letteratura sarda' si devono anche a una sorta di sorpresa di fronte alla nuova qualità, quantità e successo internazionale di parecchie di queste opere, tradotte in molte lingue, ed è intesa come l'espressione di una valutazione positiva del fenomeno, anche in quanto inatteso. Ma non sempre. Sono state attribuite e commentate soprattutto due caratteristiche alla produzione letteraria e più largamente culturale della Sardegna degli ultimi tempi: in negativo, le si attribuiscono delle forme di autoesotismo, cioè di uso degli stereotipi etnici e storici sui sardi e sulla Sardegna (come anche nel caso dei più fortunati romanzi di Michela Murgia e di Salvatore Niffoi, ambientati in una Sardegna mitica e arcaica dove sembrano dominare magia, vendetta e altri arcaismi), per venire incontro alle vere o presunte aspettative di lettori specie non sardi; in positivo, si riconosce a diversi dei nuovi scrittori sardi la capacità di collocarsi, nel mondo globale di oggi, con un'attitudine postcoloniale, nel senso che si dà a questo termine nella Letteratura post coloniale.

### Iniziatori, predecessori e prosecutori
La nuova letteratura sarda ha preso avvio, secondo un'opinione largamente condivisa, da un trio formato da Giulio Angioni, Sergio Atzeni e Salvatore Mannuzzu, e quindi continuato da autori quali Marcello Fois, Salvatore Niffoi, Alberto Capitta, Giorgio Todde, Michela Murgia, Flavio Soriga, Milena Agus,, Francesco Abate, Alberto Masala, Giacomo Mameli, Nicola Lecca, Paolo Maccioni, Alessandro De Roma, Paola Soriga, Fabrizio Marongiu, Cristian Mannu, Gesuino Némus, Sesto Giuseppe Santoli e diversi altri, compreso un terzetto di scrittori per l'infanzia formato da Bianca Pitzorno, Bruno Tognolini e Alberto Melis.
Nonostante la sua novità recente,, la nuova letteratura sarda è anche considerata come il risultato attuale, in ambito europeo, della precedente produzione letteraria di diverse personalità eminenti, quali Grazia Deledda, Nobel per la letteratura nel 1926, Emilio Lussu, Giuseppe Dessì, Gavino Ledda, Salvatore Satta, Maria Giacobbe, Giuseppe Fiori e altri.
Sergio Atzeni (1952-1995) dapprima giornalista in proprio e impiegato dell'ENEL, sindacalista e membro del PCI, in seguito non più interessato alla politica attiva, lascia l'isola, viaggia per l'Europa e si ferma a Torino, dove vive di traduzioni e prende a scrivere narrativa in modo deciso. Tutte le opere di Atzeni sono ambientate in Sardegna. La sua lingua è una mistura di italiano standard e parlate della Sardegna. In alcuni suoi romanzi (come Il quinto passo è l'addio e Bellas mariposas) ha ripreso modi del realismo magico soprattutto sudamericano, in ciò seguito da altri autori sardi, quali Alberto Capitta, Giorgio Todde e Salvatore Niffoi, il quale nel 2006, con il romanzo La vedova scalza, ha vinto il Premio Campiello.
Giulio Angioni (1939-2017) antropologo affermato (Scuola antropologica di Cagliari), noto soprattutto come autore di una ventina di romanzi e altre produzioni letterarie. Angioni ha scritto in italiano e in sardo, da quando nel 1978 inaugurò, in A fogu aintru, la prosa contemporanea in sardo, mentre si è poi segnalato anche per i poemetti in sardo e in italiano Tempus (2008) e Oremari (2012). Ha adottato anch'egli uno stile linguistico che passa dall'italiano standard all'italiano regionale sardo e ad altre varietà, in una commistione che ha ispirato altri scrittori suoi conterranei. I migliori romanzi di Angioni sono ritenuti Le fiamme di Toledo, Assandira, Millant'anni, La pelle intera, Doppio cielo, L'oro di Fraus e Sulla faccia della terra.
Salvatore Mannuzzu (nato nel 1930) ha pubblicato da Einaudi una decina di romanzi, a partire dal più noto, Procedura del 1988, vincitore del Premio Viareggio. Nel 2000 Antonello Grimaldi ne ha tratto il film Un delitto impossibile. Procedura è considerato (con il coevo L'oro di Fraus di Giulio Angioni) all'origine di un sottogenere detto 'giallo sardo', oggi individuato anche in autori quali Marcello Fois e Giorgio Todde, i quali hanno anche dato vita al Festival di Gavoi, L'isola delle storie, insieme con altri autori isolani quali Giulio Angioni, Flavio Soriga, Paola Soriga, Antonello Soriga e altri.
Della nuova letteratura sarda degli ultimi decenni fa parte notevole, anch'essa in qualità e quantità nuove, la produzione in sardo e altre lingue minoritarie della Sardegna, che nel recente passato ha avuto esponenti come Michelangelo Pira e Francesco Masala. Soprattutto nuova, sebbene non inedita in passato, la narrativa in prosa. Tra gli autori in sardo, di solito scrittori anche in italiano, si segnalano principalmente i poeti e prosatori Benvenuto Lobina, Giulio Angioni, Francesco Carlini, Paola Alcioni, Anna Cristina Serra, Nanni Falconi, Gianfranco Pintore e il gallurese Franco Fresi.
Da notare anche le capacità inedite dell'attività editoriale isolana, con case di edizione di media grandezza a distribuzione nazionale e internazionale, quali il Maestrale, Ilisso, CUEC, EDES, e la biblioteca digitale Sardegna Digital Library ad accesso libero.. La casa editrice il Maestrale, in particolare, farà conoscere al pubblico italiano autori oggi di ampia e riconosciuta fama (tra questi Flavio Soriga, Francesco Abate, Salvatore Niffoi, Luciano Marrocu, Giorgio Todde, Marcello Fois).